# Хасанов, Калимулла Гумерович
Калимулла Гумерович Хасанов (тат. Кәлимулла Гөмәр улы Хасанов, 6 июля 1878—1949) — учитель, депутат Государственной думы II созыва от Уфимской губернии.

## Биография

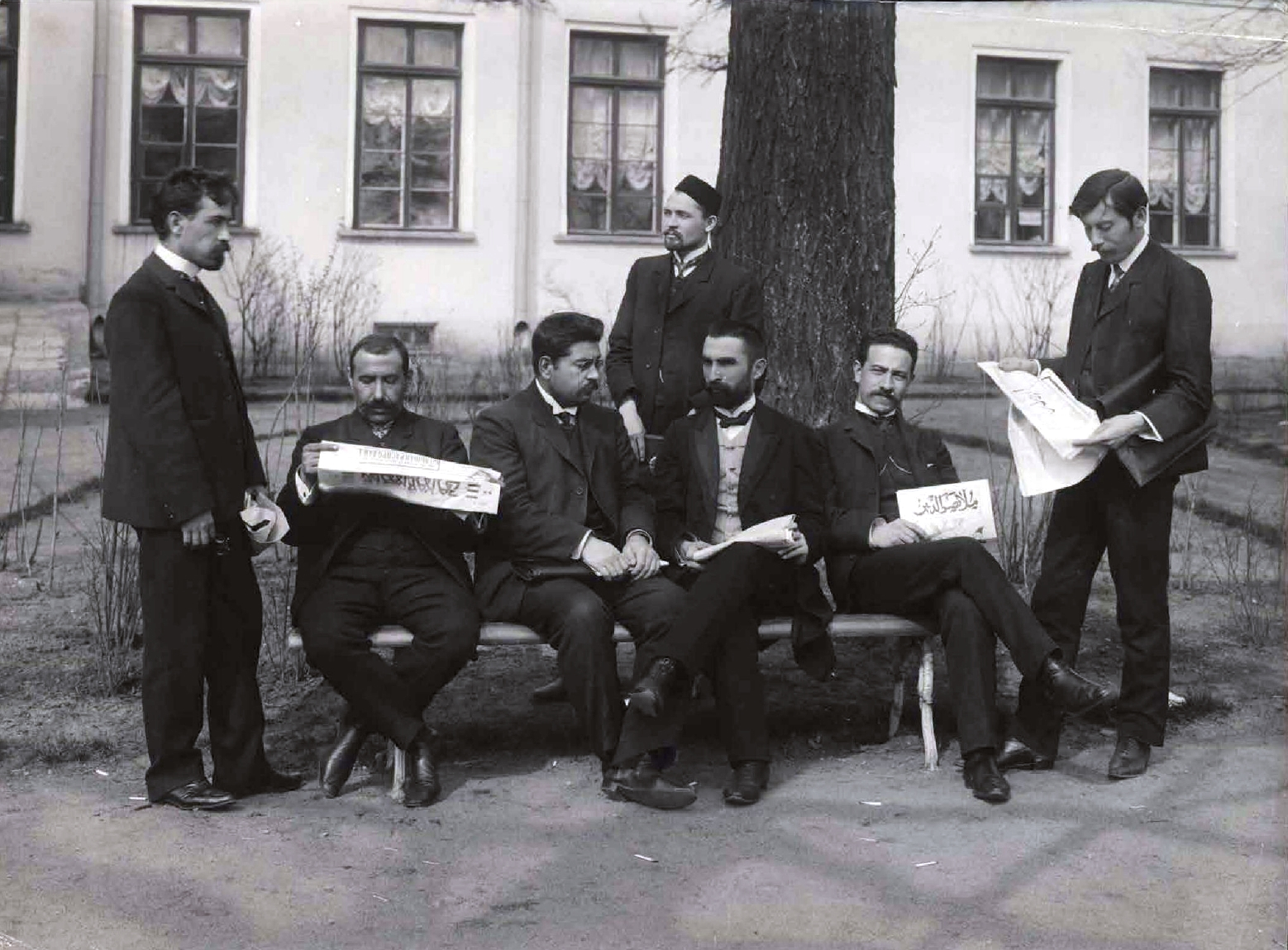
Депутаты II Государственной думы Российской империи. Стоят: Х. Хасмамедов, К. Г. Хасанов, Р. М. Медиев; сидят: А. А. Кардашев, З. Э. Зейналов, Т. Э. Эльдарханов, М. Г. М. Махмудов

По национальности татарин. Родился в бедной крестьянской семье в деревне Чулкучей (по другим сведениям — д. Чулпыч) Сатышевской волости Мамадышского уезда Казанской губернии. Выпускник татарской учительской семинарии в Казани, cлужил учителем русско-башкирской начальной школы в деревне Бураево Бирского уезда Уфимской губернии с годовым жалованьем в 838 рублей. В декабре 1905 года был делегатом Всероссийского съезда Союза учителей и деятелей по народному образованию в Москве. На момент выборов в Думу оставался беспартийным.
6 февраля 1907 был избран в Государственную думу II созыва от общего состава выборщиков Уфимского губернского избирательного собрания. Был близок к Трудовой группе и фракции Крестьянского союза. Один из создателей Мусульманской трудовой группы («Мусульман хезмят тейфасэ»). Состоял в думской Продовольственной комиссии. Выступил с докладом от имени 8-го отдела Государственной думы по проверке прав её членов. Участвовал в прениях по аграрному вопросу, по декларации Совета министров, об избрании продовольственной комиссии и об избрании комиссии по народному образованию, по продовольственному положению населения Уфимской губернии. В ответ на речь П. А. Столыпина, посвящённую обоснованию проекта правительственной аграрной реформы, Хасанов потребовал соблюдать право собственности не только отдельных лиц, но и башкирских обществ. Выступая с докладом от имени Мусульманской трудовой группы, Хасанов вызвал аплодисменты слева и шум, стук стульями и крики «Долой! Долой!» справа. Один из лидеров правых во II Думе В. М. Пуришкевич выкрикнул: «Если вам не нравятся наши порядки, уезжайте в Турцию!». Ответом на этот выкрик Пуришкевича стало стихотворение известного татарского поэта Габдуллы Тукая «Не уйдём».
В апреле — мае 1907 года — официальный редактор издававшейся в Санкт-Петербурге мусульманскими трудовиками газеты «Дума». 7 марта 1911 года, то есть через 4 года после роспуска Думы, был приговорён Петербургской судебной палатой за статью «революционного содержания», опубликованную в этой газете, к заключению в Казанской губернской тюрьме. 26 мая 1912 года вышел на свободу.

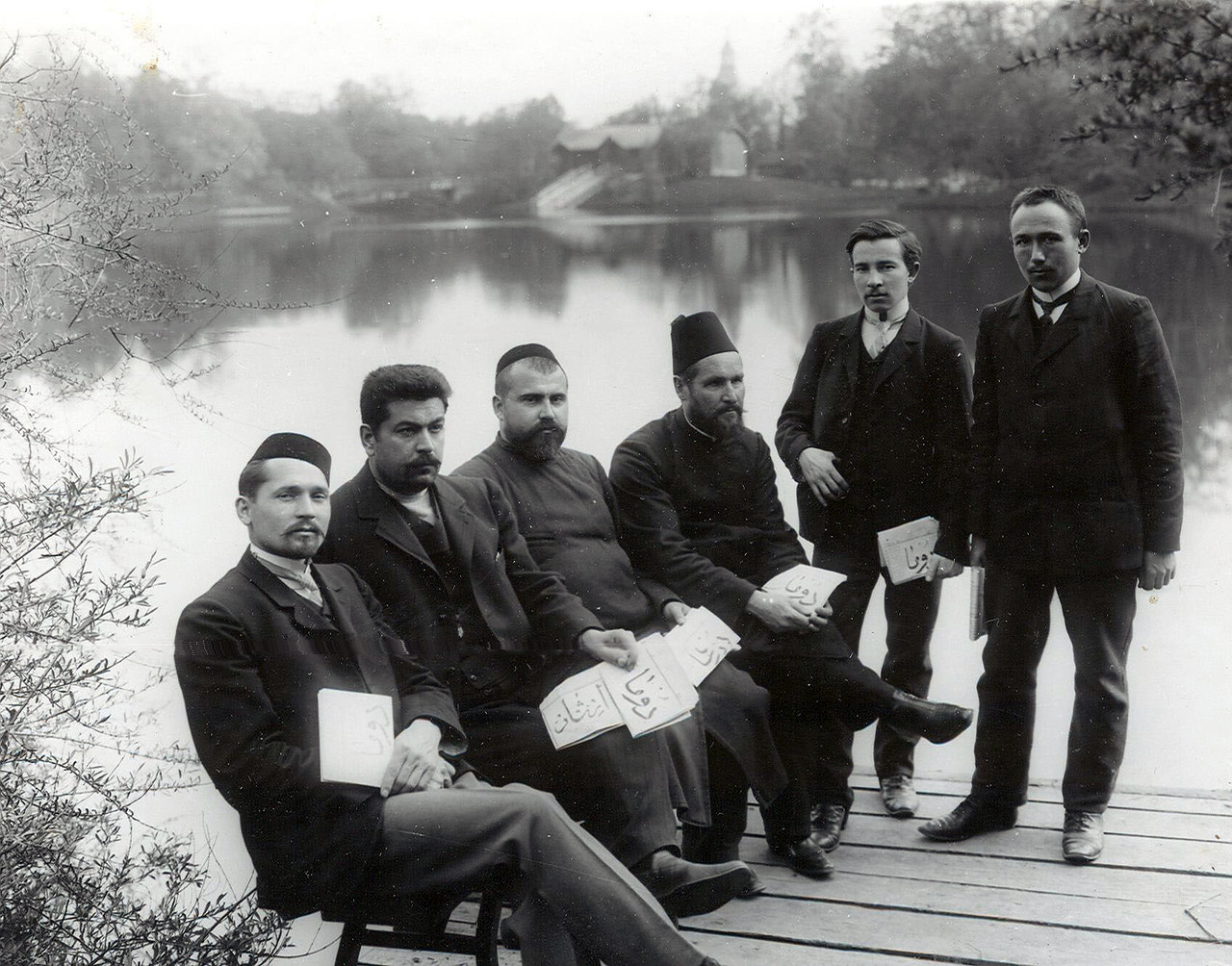
Мусульманская Трудовая группа: К. Г. Хасанов, 1-й слева.

После этого в ходе избирательной кампании в IV Государственную Думу пробовал выдвинуться в выборщики по Мамадышскому уезду Казанской губернии, но потерпел неудачу. Вплоть до начала Первой мировой войны работал страховым агентом в Казани, но в сентябре 1914 года был сослан на 2 года в Оренбург под гласный надзор полиции за «пораженческие настроения» и «антирусскую пропаганду». Несколько раз пытался получить разрешение на возвращение в Казань, где жила его семья, однако каждый раз получал отказы. В июле 1915 года министерство внутренних дел предписало сослать Xасанова в административном порядке на 2 года «в города и местности России, кроме столичных, Казанской губернии и местностей, находящихся на военном положении».
После Февральской революции 1917 года был избран членом Оренбургского мусульманского бюро. Затем стал членом Временного центрального бюро мусульман России (Петроград, март 1917). 22 ноября 1917 — 11 января 1918 гг. был депутатом Национального собрания мусульман внутренней России и Сибири («Милли Меджлис») в Уфе. В январе — апреле 1918 года был избран членом Национального управления тюрко-татарских мусульман внутренней России и Сибири («Милли идарэ»).
В советское время неоднократно подвергался арестам. Так, 13 сентября 1921 года Хасанов, работавший в то время помощником губернского комиссара, был арестован за «созыв нелегального собрания комитета помощи голодающим». 26 октября того же года Коллегией Всетатарской ЧК дело было прекращено. Одновременно с ним на том же собрании было арестовано большое число общественных деятелей Поволжья, в том числе два бывших депутата I Государственной думы — П. А. Ершов и И. Н. Овчинников.
Снова был арестован 21 декабря 1932 года. 13 декабря 1933 года был приговорён Коллегией ОГПУ по обвинению по статьям 58-10, 58-11 как «участник националистической повстанческой организации» к отбытию срока предварительного заключения.
В начале войны Хасанов служил помощником бухгалтера на заводе СК-4 и ответственным исполнителем при объединении «Горпромторг». Был арестован 29 сентября 1941 года. 20 мая 1942 года был приговорён Особым совещанием НКВД СССР по обвинению по статьям 58-10 ч. 2, 58-11 к ссылке в Башкирию на 5 лет.
Скончался в 1949 году, место кончины неизвестно.
По последнему делу реабилитирован 5 апреля 1956 г.

## Семья
Был женат и имел семью.
- Жена — ?
  - Сын — Рашид Калиммулович Хасанов (2.02.1922—14.11.2009) [источник не указан 2789 дней]
  - Сын — Рустем Калиммулович Хасанов[источник не указан 2789 дней].

### Рекомендуемые источники
- Мусульманские депутаты Государственной думы России 1906—1917 годов: Сборник документов и материалов. Уфа, 1998. С. 307-08;
- Усманова Д. М. Мусульманские представители в Российском парламенте. 1906—1917. Казань, 2005.
- Хабутдинов А. Ю. От общины к нации: татары на пути от средневековья к новому времени. — Казань, 2008.

### Архивы
- Национальный архив Республики Татарстан. Фонд 1. Опись 6. Дело 908; Фонд 199. Опись 2. Дело 1519;
- Российский государственный исторический архив. Фонд 1278. Опись 1 (2-й созыв). Дело 464; Дело 555. Лист 5.